# Alfals bord
Alfals bord o melgó falcat (Medicago falcata) és una espècie de planta del gènere Medicago. De vegades està tractada com una subespècie d'alfals (Medicago sativa subespècie M. falcata) És una planta nativa de la conca del Mediterrani, però s'ha estès a gran part del món. Forma una relació de simbiosi amb el bacteri Sinorhizobium meliloti
Segons la Flora dels Països Catalans de Bolòs i Vigo, es diferencia de l'alfals per tenir les flors grogues i el fruit falciforme, pubescent.